# Boeing 717
Boeing 717 este un avion de linie american cu fuzelaj îngust și cinci scaune per rând, produs de Boeing Commercial Airplanes. Avionul bimotor a fost dezvoltat pentru piața de 100 de locuri și comercializat inițial de McDonnell Douglas la începutul anilor 1990 ca MD-95, până când compania a fuzionat cu Boeing în august 1997. Era un derivat mai mic al avionului de linie de succes construit de McDonnell Douglas, MD-80, și face parte din familia mai largă de DC-9. Capabil să găzduiască până la 134 de pasageri, modelul 717 are o autonomie de 3.820 km. Este propulsat de două motoare Rolls-Royce BR715 cu turboventilator montate în spatele fuzelajului.
Prima comandă pentru avionul de linie a fost plasată la McDonnell Douglas în octombrie 1995 de către ValuJet Airlines (ulterior AirTran Airways). Odată cu fuziunea din 1997 care a avut loc înainte de producție, avionul de linie a intrat în serviciu în 1999 ca Boeing 717. Datorită existenței unei supra-saturări pe piața avioanelor de 100 de locuri la mijlocul anilor 1990, au fost înregistrate vânzări reduse (de doar 155 avioane). Cu toate acestea, puținii cumpărători ai modelului au fost satisfăcuți, asta datorită costului foarte redus de întreținere în comparație cu concurența. Producția a fost oprită în mai 2006. 103 avioane Boeing 717 rămân în serviciu și în prezent, neînregistrându-se vreun accident cu decese sau pierderea totală a fuzelajului.

## Specificații
Avionul a fost vândut în două modele, 717-100 și 717-200, în funcție de masa maximă autorizată și autonomie : 
|                                    | 717-200 Basic Gross Weight    | 717-200 High Gross Weight     |
| ---------------------------------- | ----------------------------- | ----------------------------- |
| Pasageri                           | 106 (2 clase)                 | 106 (2 clase)                 |
| Lungime                            | 124 ft 0 in (37.8 m)          | 124 ft 0 in (37.8 m)          |
| Lungime aripi                      | 93 ft 5 in (28.47 m)          | 93 ft 5 in (28.47 m)          |
| Coadă                              | 29 ft 1 in (8.92 m)           | 29 ft 1 in (8.92 m)           |
| Lățime cabină, externă             | 131.6 in (334.2 cm)           | 131.6 in (334.2 cm)           |
| Lățime cabină, internă             | 123.8 in (314.5 cm)           | 123.8 in (314.5 cm)           |
| Masă autorizată maximă de serviciu | 110,000 lb (49,900 kg)        | 121,000 lb (54,900 kg)        |
| Autonomie                          | 1,430 nmi (2,645 km)          | 2,060 nmi (3,815 km)          |
| Viteză de croazieră maximă         | Mach 0.77 (570 mph, 917 km/h) | Mach 0.77 (570 mph, 917 km/h) |
| Motoare (2x)                       | Rolls Royce BR715-A1          | Rolls Royce BR715-C1          |
| Puterea motoarelor                 | 82.3 kN                       | 93.4 kN                       |

## Incidente și accidente
Nici un avion Boeing 717 nu s-a prăbușit, și nicio persoană nu și-a pierdut viață ca urmare a unor incidente în acest tip de avion.